# 人造蛋

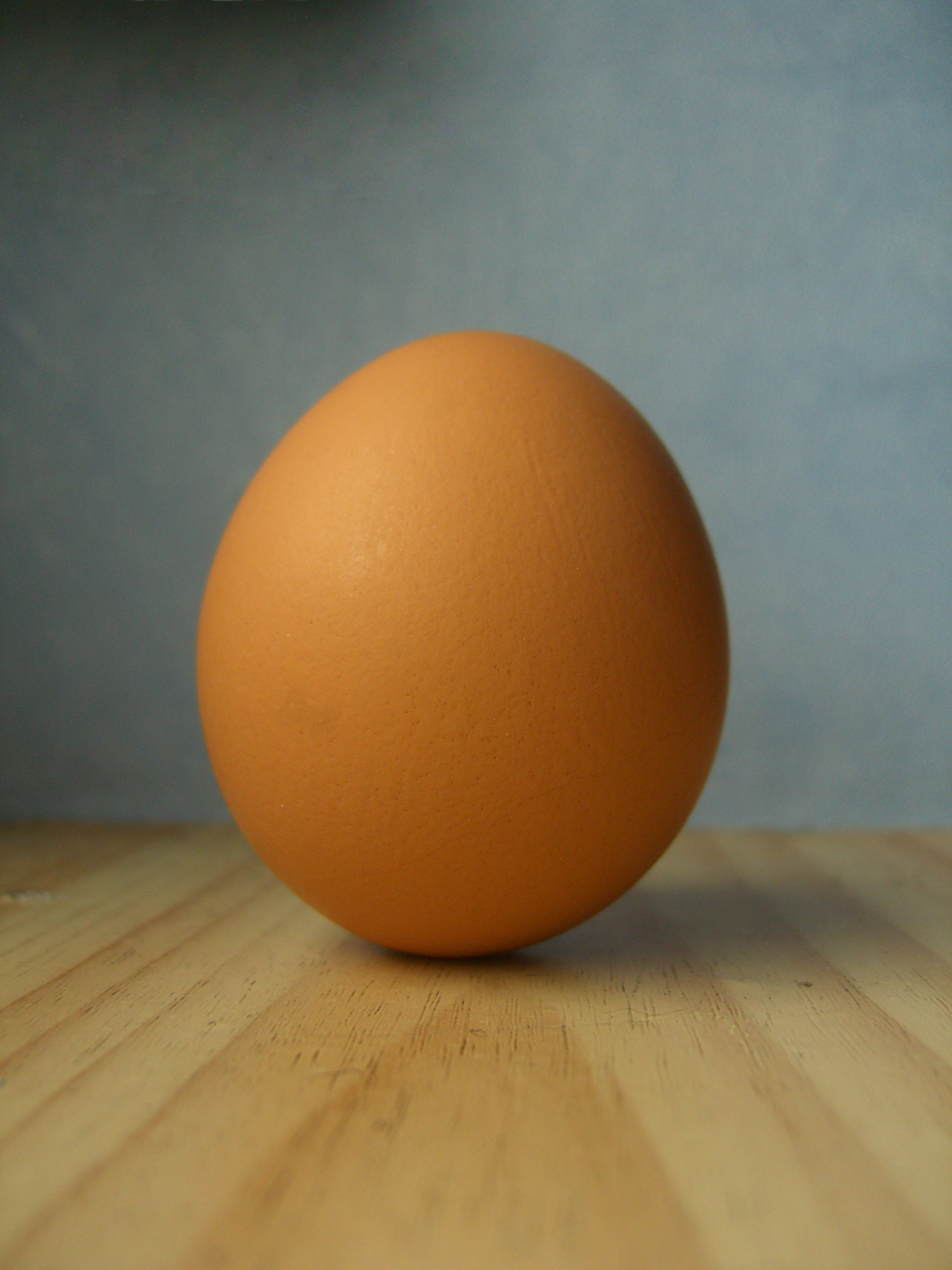
雞蛋

人造蛋（英語：synthetic eggs）是指以植物原料制作，模仿动物蛋类的口感、味道的食物制品。

## 商业化
2014年2月，美國加州漢普頓溪食品公司，研發出混合12種植物而成的「人造蛋」，吃起來口感类似于真正的雞蛋，美國首富比尔·盖茨、亞洲首富李嘉誠、楊致遠、彼得·泰爾、Khosla Ventures等富豪看好市場潛力，對該公司共投資2300萬美元。混合加拿大產的青豆、南亞的大豆等12種未經基因改造的植物，製成風味、營養價值和真蛋相當的「不只是雞蛋」（Beyond Eggs）人造蛋粉末。現在人造蛋已被用來製作美國超市就買得到的「就是美乃滋」（Just Mayo）和麵團等不含雞蛋的產品，希望有朝一日能打入中國等地市場。美國多名美乃滋愛好者試吃後，認為比用真蛋做的美乃滋還要好吃。不過，該公司坦承用人造蛋做的炒蛋，口感仍有改進空間。
2017年，漢普頓溪公司被怀疑策划了自产自销的骗局，让自己公司的员工去回购产品以做大销量数据，而漢普頓溪的创始人则表示，这一指控被证明是不准确的，而调查也已经停止。

## 與「假雞蛋」的區別
“人造蛋”是成分类似鸡蛋的一种鸡蛋替代品，和“假鸡蛋”是完全不同的概念。
假雞蛋是指使用化學藥品人工合成的雞蛋。事实上，假鸡蛋并不存在，而是一则网络流言。相反，还有人借“教你制造假鸡蛋”为名义来骗取培训费用。曾有一些人试图制造假鸡蛋，但至今为止，没有谁制造出了有壳的、外形近似真鸡蛋的假鸡蛋。由於最簡單的經濟道理，雞蛋屬於大量生產的農產品，造假並不符合成本，在本質上無法與真品競爭。